# Лассін Сінайоко
Лассін Сінайоко (фр. Lassine Sinayoko, нар. 8 грудня 1999, Бамако, Малі) — малійський футболіст, нападник французького клубу «Осер» та національної збірної Малі.

## Ігрова кар'єра

### Клубна
Лассіне Сінайоко є вихованцем французьких клубів «Ентенте» та «Осер». Саме у складі «Осера» у квітні 2021 року футболіст дебютував на професійному рівні у матчі Ліги 2 проти «Ніора». За результатами сезону 2021/22 разом з «Осером» Сінайоко через перехідний плей-офф підвищився до Ліги 1. 
У серпні 2022 року у матчі проти «Лілля» Сінайоко зіграв свою першу гру у вищому дивізіоні.

### Збірна
У вересні 2021 року у матчі відбору до чемпіонату світу 2022 року проти команди Уганди Лассіне Сінайоко дебютував у складі національної збірної Малі. На початку 2022 року він брав участь у Кубку африканських націй, що проходив у Камеруні.

## Досягнення
Осер В
- Переможець Національного чемпіонату 3: 2019/20